# DCU Ladies Cup 2020
DCU Ladies Cup 2020 var den første udgave af den danske løbsserie DCU Ladies Cup. Den blev afviklet over to afdelinger i september og oktober 2020, og havde en samlet længde på 175,2 km. Rebecca Koerner fra ABC - Arbejdernes Bicykle Club vandt den samlede sejr, og Victoria Lund fra Køge Cykel Ring vandt ungdomskonkurrencen.

## Point
For hver afdeling blev der givet point til rytterne efter placering.
Nr. 1 fik 10 point, Nr. 2 fik 9 point, Nr. 3 fik 8 point, Nr. 4 fik 7 point... nr. 10 fik 1 point. Herudover blev der givet 1 point til alle startende ryttere, samt 1 point til alle fuldførende ryttere. I tilfælde af pointlighed var placeringen i senest afviklede løb afgørende.

## Resultater

### 1. afdeling i Tønder
I Tønder skulle første afdeling køres, og alle kvinderytterne skulle ud på tre omgange med en samlet længde på 82,8 km. Der var kun 20 ryttere var til start, da de professionelle og elite ryttere var til VM i landevejscykling i Italien.
Efter en spurt mod Marita Jensen fra ABC - Arbejdernes Bicykle Club, vandt den 16-årige U19-rytter Victoria Lund fra Køge Cykel Ring løbet og 12 point til den samlede stilling og ungdomskonkurrencen. Samtidig sikrede hun sig den første gule førertrøje. Tre sekunder efter kom Karoline Hemmsen (Cykling Odense) ind på tredjepladsen.
| Resultat af 1. afdeling af DCU Ladies Cup 2020 |                             |                                |       |            |
| #                                              | Rytter                      | Hold                           | Point | Tid        |
| 1                                              | Victoria Lund*              | Køge Cykel Ring                | 12    | 2t 11' 16" |
| 2                                              | Marita Jensen               | ABC - Arbejdernes Bicykle Club | 11    | + 0"       |
| 3                                              | Karoline Hemmsen            | Cykling Odense                 | 10    | + 3"       |
| 4                                              | Rebecca Koerner             | ABC - Arbejdernes Bicykle Club | 9     | + 3"       |
| 5                                              | Solbjørk Minke Anderson*    | Amager Cykle Ring              | 8     | + 3"       |
| 6                                              | Mille Troelsen*             | Herning Cykle Klub             | 7     | + 3"       |
| 7                                              | Marie-Louise Hartz Krogager | Ordrup Cycle Club              | 6     | + 3"       |
| 8                                              | Amalie Winther Olsen        | Cykling Odense                 | 5     | + 3"       |
| 9                                              | Ida Mechlenborg Krum*       | Cykling Odense                 | 4     | + 3' 53"   |
| 10                                             | Mette Egtoft Jensen         | ILLI-BIKES Cycling Team        | 3     | + 3' 53"   |

* = deltager i ungdomskonkurrencen

### 2. afdeling i Tølløse
Ugen efter 1. afdeling blev anden og sidste afdeling af DCU Ladies Cup 2020 den 4. oktober kørt vest for Tølløse. Efter 92,4 kilometers cykelløb kom Rebecca Koerner fra ABC - Arbejdernes Bicykle Club først over målstregen, efter hun spurtbesejrede Ordrup Cycle Clubs Marie-Louise Hartz Krogager. Marita Jensen kom ind på tredjepladsen, ti sekunder efter de to første.
| Resultat af 2. afdeling af DCU Ladies Cup 2020 |                             |                                |       |            |
| #                                              | Rytter                      | Hold                           | Point | Tid        |
| 1                                              | Rebecca Koerner             | ABC - Arbejdernes Bicykle Club | 12    | 2t 29' 44" |
| 2                                              | Marie-Louise Hartz Krogager | Ordrup Cycle Club              | 11    | + 0"       |
| 3                                              | Marita Jensen               | ABC - Arbejdernes Bicykle Club | 10    | + 10"      |
| 4                                              | Amalie Dideriksen           | Boels-Dolmans                  | 9     | + 10"      |
| 5                                              | Victoria Lund*              | Køge Cykle Ring                | 8     | + 10"      |
| 6                                              | Maja Winther Brandt         | Ordrup Cycle Club              | 7     | + 10"      |
| 7                                              | Karoline Hemmsen            | Cykling Odense                 | 6     | + 10"      |
| 8                                              | Amalie Winther Olsen        | Cykling Odense                 | 5     | + 10"      |
| 9                                              | Solbjørk Minke Anderson*    | Amager Cykle Ring              | 4     | + 10"      |
| 10                                             | Mille Troelsen*             | Herning Cykle Klub             | 3     | + 10"      |

* = deltager i ungdomskonkurrencen

### Samlet resultat
Da Rebecca Koerner i første afdeling i Tønder var kommet ind på fjerdepladsen, endte hun med 21 point også som samlet vinder af DCU Ladies Cup, samme pointtal som Marita Jensen, men Koerner havde en løbssejr som den afgørende faktor. Victoria Lund kom med 20 point på tredjepladsen i den samlede stilling, og vandt også ungdomskonkurrencen.
| Pointkonkurrence | Pointkonkurrence            | Pointkonkurrence         | Pointkonkurrence | Pointkonkurrence |
| Rytter           | Rytter                      | Hold                     | Point            |                  |
| ---------------- | --------------------------- | ------------------------ | ---------------- | ---------------- |
| 1.               | Rebecca Koerner             | Arbejdernes Bicykle Club | 21 point         |                  |
| 2.               | Marita Jensen               | Arbejdernes Bicykle Club | 21 point         |                  |
| 3.               | Victoria Lund               | Køge Cykel Ring          | 20 point         |                  |
| 4.               | Marie-Louise Hartz Krogager | Ordrup Cycle Club        | 17 point         |                  |
| 5.               | Karoline Hemmsen            | Cykling Odense           | 16 point         |                  |
| 6.               | Solbjørk Minke Anderson     | Amager Cykle Ring        | 12 point         |                  |
| 7.               | Amalie Winther Olsen        | Cykling Odense           | 10 point         |                  |
| 8.               | Mille Troelsen              | Herning Cykle Klub       | 10 point         |                  |
| 9.               | Amalie Dideriksen           | Boels Dolmans            | 9 point          |                  |
| 10.              | Maja Winther Brandt Heisel  | Ordrup Cycle Club        | 7 point          |                  |